# 料理大学
料理大学（りょうりだいがく）は、1990年から2011年までスカイ・A sports+で放送されていた料理番組。前身のチャンネル・オー時代から続いていた唯一の長寿番組。

## 概要
辻調グループ校各校の監修・協力による料理番組。東日本大震災に伴い、東北楽天ゴールデンイーグルスの主催試合が平日もデイゲームで組まれているため、2011年4・6月の放送時間は水曜日9:00からの90分間である（2011年5月は放送を休止）。料理区分として、「日本料理」、「西洋料理（フランス／イタリア）」、「中国料理」、「製菓・製パン」に区分されている。講師は辻調グループ各校の講師が担当する。

## 出演
- 聞き手
  - 能崎まゆみ、田口美幸、馬場尚子ほか
- 講師
  - 辻調グループ各校の講師が担当

## スタッフ
- 監修
  - 辻静雄料理教育研究所
  - 大阪あべの辻調理師専門学校
  - 東京・エコール・キュリネール国立
- 協力
  - 辻調理師専門学校グループ
  - 大阪あべの辻調理師専門学校
  - 大阪あべの辻製菓専門学校
  - 大阪あべの辻フランス料理専門カレッジ
  - 大阪あべの辻日本料理専門カレッジ
  - 大阪あべの辻製パン技術専門カレッジ
  - 東京国立辻フランス料理専門カレッジ
  - 東京国立辻日本料理専門カレッジ
  - 東京国立辻製菓専門カレッジ
  - 大阪あべの辻ホテル観光スクール
  - 大阪あべの辻調理技術研究所
  - 大阪あべの辻製菓技術研究所
  - フランスリヨン辻調グループフランス校

- 構成
  - 鶴田純也
- ディレクター
  - 笠原啓二
- プロデューサー
  - 岡本悦治
  - 鈴木直哉
  - 山縣弘幸
- 制作協力
  - 東通企画
- 製作著作
  - スカイ・エー